# Філіппов Михайло Георгійович
Михайло Георгійовіч Філіппов (1855 — 1914) — статський радник, голова правління Київського земельного банку (1895—1914).

## Життєпис
Народився у 1855 році. Закінчив Санкт-Петербурзький університет, юридичний факультет.
Працював у Санкт-Петербурзькому окружному суді. У 1884 році був призначений старшим нотаріусом Київського окружного суду, але подав у відставку.
У 1885 році був обраний членом правління Київського земельного банку.
У 1895 році став головою правління Київського земельного банку, де проявив себе обережним, енергійним і досвідченим фінансистом. Він також був членом облікових комітетів філіалів петербурзьких банків у Києві: Волзько-Камського комерційного, Міжнародного комерційного, Облікового і позичкового банків.
Михайло Георгійович, брав активну участь у цукровому бізнесі в українських губерніях. Він був директором правління Киселівського та Топорівського цукрових заводів, ще в двох товариствах Корюківського та Томашпільського цукрових заводів — членом ревізійної комісії, а також кандидатом у директори правління в товаристві Бугаївського цукрового заводу.
У травні 1914 року Михайло Георгійович Філіппов помер, був похований на Аскольдовій могилі.

## Сім'я
- Донька — Анна Михайлівна Філіппова
- Донька — Тетяна Михайлівна Філіппова-Прекул